# 北湖公园站
北湖公园站是长春轨道交通8号线车站，长春市宽城区北四环路，为一高架站点。2018年10月30日试运营。